# باول كروزه
باول كروزه (بالفرنسية: Paul Kruse)‏ (و. 1970  م) هو لاعب هوكي الجليد كندي، ولد في ميريت، كولومبيا البريطانية، مركز لعبه هو جناح ‏.

## روابط خارجية
- باول كروزه على موقع دوري الهوكي الوطني (الإنجليزية)
- باول كروزه على موقع EliteProspects.com (الإنجليزية)
- باول كروزه على موقع HockeyDB.com (الإنجليزية)
- باول كروزه على موقع Hockey-Reference.com (الإنجليزية)